# Алексанян, Василий Георгиевич
Васи́лий Гео́ргиевич Алексаня́н (арм. Վասիլի Ալեքսանյան; 15 декабря 1971, Москва, СССР — 3 октября 2011, Горки-2, Московская область) — российский юрист, с 1996 года работавший в нефтяной компании «Юкос» и подвергшийся уголовному преследованию в связи с этой деятельностью.

## Биография
Василий Алексанян родился 15 декабря 1971 года в Москве. Был средним ребёнком в семье, имел двух братьев: старшего Гарника и младшего Григория. Воспитанием детей занималась их мать — Надежда Васильевна (в девичестве — Седых), физик по образованию. Отец — Георгий Гарникович Алексанян ( 8 октября 1938 года  — 5 декабря 2020 года), старший научный сотрудник Института химической физики им. Н. Н. Семёнова РАН, доктор физико-математических наук, профессор, иностранный член Академии наук Армении с 2008 года.
В пятилетнем возрасте, вскрывая сетку с яблоками, случайно попал ножом себе в глаз. Глаз врачи смогли сохранить, но зрение восстановить не удалось. Кроме того, зрение в здоровом глазу начало ухудшаться — к моменту окончания школы он имел близорукость −6 диоптрий; в частности, именно это поставило крест на медицинской карьере, которая привлекала его в школе. Это не помешало ему получить чёрный пояс по карате,  и первый разряд по шахматам в Доме пионеров.
Поступил на вечернее отделение юридического факультета МГУ, затем перевёлся на дневное. Учился вместе с Антоном Дрелем, Оксаной Балаян, Рудольфом Мхитаряном, Геворгом Дангяном, Павлом Ивлевым, обучавшимся по обмену Дэвидом Готфри и другими людьми, многие из которых будут в дальнейшем связаны с ЮКОСом и Group MENATEP. Впервые побывал за границей в 1991 году на конференции по экологическому праву по линии Европейской ассоциации студентов-юристов, затем вошёл в программу обмена между юрфаком МГУ и юридической школой Колумбийского университета. Позднее получил степень магистра права по направлениям корпоративного и конституционного права в юридической школе Гарвардского университета.
С 1992 до 1994 год работал в адвокатской конторе Cleary, Gottlieb, Steen & Hamilton (США). В 1995—1996 годах работал в инвестиционно-промышленной группе компаний Sun Group (Великобритания), которую покинул в должности главного юрисконсульта. В марте 1997 года получил адвокатский статус и вошёл в состав московской коллегии Lex International, которая специализировалась на международном частном праве.

### Работа в ЮКОСе
В декабре 1996 года 25-летний Алексанян пришёл на работу в ЮКОС на должность главы юридического управления. Примечательно, что в ходе собеседования с Михаилом Ходорковским Алексанян договорился с тем об особых условиях, например, прямом подчинении главе компании, а не одному из директоров. Под его руководством подразделение выросло с 7 до 55 человек в 5 департаментах. Среди новых юристов было много университетских товарищей Алексаняна. Алексанян внедрил в ЮКОСе систему электронного документооборота и согласования, защитил компанию в судебном споре со всемирно известным гринмейлером Кеннетом Дартом. Также Алексанян был автором ряда схем работы структурных подразделений компании, законность которых подтверждалась судебной практикой, но которые были сочтены неправомерными в ходе следствия по делу ЮКОСа.
В начале 2003 года Алексанян покинул ЮКОС на фоне планировавшейся сделки слияния и поглощения с «Сибнефтью». По его словам это было одним из условий, выдвинутых Романом Абрамовичем. Некоторое время Алексанян работал на владельца группы «Сумма» Зиявудина Магомедова, но вернулся в Россию после начала дела ЮКОСа. В качестве адвоката был защитником Ходорковского, Платона Лебедева, Василия Шахновского.
В 2006 году следователи начали регулярно вызывать Алексаняна на допросы в качестве свидетеля. Несмотря на настойчивые просьбы друзей и коллег, юрист отказывался уехать из России. Алексанян планировал спасти компанию, изменив структуру управления и исключив из неё структуры, связанные с «Роснефтью». 1 апреля 2006 года совет директоров утвердил его на посту исполнительного вице-президента с полномочиями президента была одобрена советом директоров (на этой должности он сменил Романа Хоменко).

### Преследование и болезнь
Менее чем через неделю после назначения, 6 апреля 2006 года Алексанян был задержан спецназом и помещён под стражу по решению Басманного суда города Москвы. Ему были предъявлены обвинения в хищении имущества «Томскнефти», совершённом в составе организованной группы, в которую входили Леонид Невзлин, Рамиль Бурганов, Светлана Бахмина и другие неустановленные лица. Алексаняну вменялась роль автора схемы, руководство группой и легализация активов. По мнению самого Алексаняна, его коллег и авторов, описывающих обстоятельства дела ЮКОСа, юрист был арестован по прямому указанию Игоря Сечина.
Над делом в отношении Алексаняна работала та же команда следователей, которая вела дело простив Ходорковского и Лебедева. Алексанян подчёркивал, что обвинения против него были построены на полученных посредством шантажа показаниях Бахминой, которая была приговорена к 6,5 годам колонии несмотря на наличие двух малолетних детей.
В заключении у Алексаняна проявился ряд тяжёлых заболеваний: ВИЧ-инфекция в стадии СПИД, туберкулёз, лимфома, он практически ослеп. Его адвокат отмечал, что юриста содержали в чудовищных условиях — сырой холодной камере. Европейский суд по правам человека трижды требовал незамедлительной госпитализации Алексаняна, отмечая в действиях российских властей нарушение статей Европейской конвенции о правах человека: статьи 3 о запрете пыток и статьи 5 о праве на свободу и личную неприкосновенность (по причине отсутствия надлежащих оснований для содержания под стражей).
В ноябре 2007 года суд отклонил поданное следователем ходатайство о замене ареста на залог по формальным основаниям. Автор книги «Ходорковский, Лебедев, далее везде. Записки адвоката о „Деле ЮКОСа” и не только» Константин Ривкин предполагал, что реальной причиной могла служить позиция главы Следственного комитета Александра Бастрыкина. В январе 2008 года в ходе коллегии судей Верховного суда Алексанян по видеосвязи сообщил, что неоднократно получал от следователей предложение об освобождении и предоставлении возможности уехать за границу для лечения в обмен на показания против Ходорковского и Лебедева.
В декабре 2008 года Мосгорсуд дал согласие на освобождение Алексаняна под залог в 50 млн рублей, которые были переведены на депозит суда в январе. Алексанян был переведён на домашний режим лечения. В июне 2010 года дело Алексаняна было прекращено за истечением сроков давности. После освобождения Алексанян неоднократно сообщал, что находится под слежкой, а в интервью журналистке «Новой газеты» Вере Челищевой предположил, что его пытались отравить, но признал, что не имеет прямых тому доказательств.
Скончался 3 октября 2011 года на 40-м году жизни после тяжёлой продолжительной болезни в посёлке Горки-2 Одинцовского района Московской области. Рядом с ним находились его 73-летние родители — отец Георгий Гарникович и мать Надежда Васильевна. 6 октября 2011 года похоронен на Востряковском кладбище в Москве. Обряд отпевания на армянском языке провёл священнослужитель Армянской апостольской церкви.

## Уголовное дело и содержание под стражей
Менее чем через неделю после назначения Алексаняна вице-президентом ЮКОСа в его квартире и загородном доме прошли обыски, а 6 апреля Симоновский районный суд Москвы удовлетворил ходатайство Генпрокуратуры о привлечении Алексаняна в качестве обвиняемого. Ему вменялось хищение имущества «Томскнефти» и акций, переданных государством в капитал ВНК на общую сумму 11 млрд рублей (часть 4 статьи 174.1, статья 160 — в общей сложности до 15 лет лишения свободы) в составе организованной группы. При этом гражданские иски «Томскнефти» и Федерального агентства имущества на 8 млрд и 3 млрд рублей соответственно суд оставил без рассмотрения. В тот же день юрист был задержан спецназом, кадры его задержания были показаны центральными телеканалами 7 апреля 2006 года Басманный районный суд города Москвы санкционировал арест Алексаняна до рассмотрения дела по существу.
В сентябре 2006 года у Алексаняна был диагностирован ВИЧ в третьей стадии и юрист был поставлен на учёт в МГЦ СПИД. При этом арестанту отказали в освобождении для лечения в стационаре, а родственникам не позволили передать ему препараты для антиретровирусной терапии, что в дальнейшем привело к прогрессированию вируса в стадию СПИД. Спустя год на коллегии Верховного суда Алексанян заявил, что с декабря 2006 года следователь предлагал ему дать показания против Ходорковского и Лебедева в обмен на освобождение для лечения. Из-за отказа в сотрудничестве, утверждал юрист, его перевели в СИЗО № 99/1 (изолятор особой категории). Ухудшение условий содержания и прогрессирование ВИЧ привело к присоединению оппортунистических заболеваний — туберкулёза, саркомы Капоши. Алексанян почти ослеп, у него обнаружили злокачественные образования в печени. Неоднократные ходатайства об изменении предварительного заключения на меру наказания, которая позволит арестанту получить необходимую медицинскую помощь, были отклонены. В декабре 2007 года в обращении к журналистам и правозащитникам юрист напрямую обвинил прокуроров, следователей, судей и тюремных врачей в намеренном препятствовании его лечению и доведении до критического состояния здоровья с целью принудить к лжесвидетельству.
В конце осени 2007 года Европейский суд по правам человека рассмотрел жалобу на преследование Алексаняна, поданную при поддержке его защитников и друзей. На основе документов о состоянии здоровья юриста ЕСПЧ принял неотложные меры в порядке «Правила 39 Регламента Суда», которое применяется в случае угрозы жизни заявителя, и предписал российским властям незамедлительно перевести Алексаняна в гражданскую больницу, которая специализируется на лечении ВИЧ и сопутствующих заболеваний. 30 ноября следователь по делу Алексаняна отказал в выполнении требований ЕСПЧ под предлогом отсутствия «надлежащего заверения». Уполномоченный от РФ при ЕСПЧ Вероника Мелинчук скрывалась от адвокатов Алексаняна и не отвечала на письма и звонки, аналогично поступали глава ФСИН Юрий Калинин и Александр Бастрыкин. В декабре ЕСПЧ вынес второе предписание, которое было проигнорировано: официальные лица продолжали скрываться от адвокатов, а в формальном ответе было заявлено, что Алексанян сам отказался от лечения. Третье предписание ЕСПЧ также было проигнорировано.
В январе 2008 года после заседания коллегии Верховного суда, которая рассматривала ходатайство об освобождении Алексаняна из-под стражи, государственный обвинитель впервые сообщил журналистам о наличии у Алексаняна СПИД. Это публичное заявление положило начало кампании солидарности с юристом, и дело Алексаняна оказалось в фокусе внимания российских и мировых СМИ. На фоне общественного давления в СИЗО начался ремонт, а Алексаняну улучшили условия содержания. 6 февраля 2008 года, за день до начала рассмотрения дела по существу, Симоновский суд принял к рассмотрением выводы консилиума врачей Гематологического центра ГКБ им. Боткина, который пришёл к выводу о наличии у Алексаняна лимфосаркомы, и приостановил производство по уголовному дело в связи с тяжёлой болезнью подсудимого. 8 февраля Алексаняна перевели в гематологическое отделение ГКБ № 60, где содержали в закрытой снаружи палате с решёткой на окне (пациент якобы был склонен к побегу) под конвоем, пристёгнутым наручниками к койке.
14 июля 2008 года Савеловский суд возобновил процесс над Алексаняном с целью продления срока ареста. Адвокаты оспорили это решение, указав на наличие сразу трёх тяжёлых заболеваний, освобождающих от наказания. 8 сентября Мосгорсуд рассмотрел жалобу и сократил срок содержания Алексаняна под стражей на 1 день. 8 декабря Мосгорсуд принял решение об освобождении Алексаняна под залог в 50 млн рублей, которые были собраны в ходе общественной кампании, и 30 декабря Алексанян был освобождён из-под стражи. Параллельно ЕСПЧ вынес решение по жалобе №46468/06 «Алексанян против Российской Федерации», в котором указал, что Россия нарушила статью 3 Европейской конвенции о правах человека — запрещение пыток. 12 января 2009 года Алексанян был выписан из больницы.
В январе 2009 года Симоновский суд запросил информацию о состоянии здоровья Алексаняна, чтобы принять решение о возобновлении дела, поскольку после выписки из больницы юрист (возможно) мог участвовать в заседаниях. Рассмотрение вопроса неоднократно переносилось, а 25 июня 2010 года Симоновский суд принял решении о прекращение дела по нереабилитирующим основаниям за истечением срока давности (хищение Алексанян якобы совершил 2 декабря 1998 года, легализацию — 18 мая 2000 года, срок давности привлечения к уголовной ответственности за эти преступления составляет 10 лет, по индивидуальной неуплате налогов — 6 лет). Решение стало первым случаем, когда связанное с ЮКОСом дело было доведено до суда, но не завершилось обвинительным приговором.

## Семья
- Сын — Георгий (род 8 марта 2002 года), на 2013 год проживавший с матерью в Москве[4]. Как и отец увлекается шахматами, имеет второй разряд[2].